# Aéroport international de Syracuse-Hancock
 (août 2013).
Si vous disposez d'ouvrages ou d'articles de référence ou si vous connaissez des sites web de qualité traitant du thème abordé ici, merci de compléter l'article en donnant les références utiles à sa vérifiabilité et en les liant à la section « Notes et références ».
L'aéroport international de Syracuse-Hancock, (code IATA : SYR • code OACI : KSYR) est un aéroport public, qui est la propriété de la ville. Cet aéroport est situé à 7 km au nord-est du quartier central des affaires de Syracuse. La ville  de Syracuse est  la plus grande ville et le siège du comté d'Onondaga, dans l’État de New York. 

## Situation et accès

### Carte des aéroports dans l'État de New York
Note: Newark-Liberty n'est pas techniquement situé dans l'État de New York mais figure sur cette carte.

| \| 50 km1:1 725 000 \| Albany Binghamton Buffalo · Niagara Elmira/Corning Ithaca Long · Island LaGuardia Newburgh · Stewart Niagara · Falls Newark JFK Plattsburgh Rochester Syracuse Watertown Westchester |
| 50 km1:1 725 000 |